# Gypsonictops
Gypsonictops — вимерлий рід лептикоподібних ссавців монотипної родини Gypsonictopidae, який був описаний у 1927 році Джорджем Гейлордом Сімпсоном. Види цього роду були дрібними ссавцями та першими представниками ряду Leptictida, які з'явилися у верхній крейді.
Вважається, що рід вимер до початку кайнозою, але є ознаки того, що він, можливо, дожив до раннього палеоцену. Скам'янілості були знайдені в США, Бельгії й Узбекистані.
Як і Cimolestes чи Daulestes, цілком можливо, що вони мали віддалені стосунки з унгулятами. Це одна з небагатьох евтерієвих, які існували в Північній Америці під час кампану, періоду, коли багатобугоркові та метатерійові були панівними на континенті.